# 俊野佳彦
俊野 佳彦（としの よしひこ、1992年〈平成4年〉5月21日 - ）は、日本のプロバスケットボール選手。愛媛県松山市出身。ポジションはスモールフォワード。B.LEAGUE・愛媛オレンジバイキングス所属。

## 来歴
今治精華高等学校を卒業後の2013年9月にbjリーグ・富山グラウジーズの練習生となり、選手契約を締結。富山には2014-15シーズンまで所属した。
bjリーグ最後のシーズンである2015-16シーズンは、地元の大分・愛媛ヒートデビルズに移籍。兄の達彦とチームメートとなる。B.LEAGUEが開幕した2016-17シーズンも引き続き在籍。
2018-19シーズンは熊本ヴォルターズ、2019-20シーズンは西宮ストークスと契約。しかし、シーズン途中の11月で契約解除となり、その後古巣である愛媛オレンジバイキングスに移籍した。
B.LEAGUE・パスラボ山形ワイヴァンズに所属している俊野達彦は実の兄。